# Dixeia charina
Dixeia charina es una especie de mariposa, de la familia de las piérides, que fue descrita originalmente con el nombre de Pieris charina, por Boisduval, en 1836, a partir de ejemplares procedentes de South Africa.

## Distribución
Dixeia charina parece estar restringida a reportada en 6 países en la región Afrotropical.

## Plantas hospederas
Las larvas de D. charina se alimentan de plantas de la familia Brassicaceae. Se ha reportado en Capparis sepiaria citrifolia. 